# L'Attentat contre Hitler - 20 juillet 1944
Pour plus de détails, voir Fiche technique et Distribution.
L'Attentat contre Hitler. 20 juillet 1944 (Die Stunde der Offiziere, « L'Heure des officiers » en allemand) est un docufiction allemand réalisé par Hans-Erich Viet (de), sorti en 2004. Il fait le récit chronologique du complot du 20 juillet 1944.
Le film est produit par la ZDF, et le scénario est de Guido Knopp. 

## Synopsis
Henning von Tresckow introduit le 13 mars 1943 une bombe dans l'avion d'Hitler, elle est censée exploser au-dessus de la Russie, mais ne fonctionne pas. Le 21 mars 1943, Rudolf-Christoph von Gersdorff doit commettre un attentat lors d'une apparition publique d'Hitler, mais celui-ci quitte rapidement les lieux. Enfin, les attaques aériennes empêchent Axel von dem Bussche de mener ses plans d'attentat à bien.
Le dernier espoir des conjurés repose sur Claus Schenk Graf von Stauffenberg, qui fait exploser, le 20 juillet 1944, une bombe à la Wolfsschanze, le quartier général du Führer. Hitler survit cependant. Fromm fait exécuter Stauffenberg et ses co-conjurés. Le Volksgerichtshof condamne ensuite plusieurs des participants au complot.

## Analyse
Le film rappelle par de nombreux aspects l'Opération Walkyrie de 1971. Il intègre aux scènes de fiction, des images d'archives et des entretiens avec plusieurs témoins, notamment avec un cousin de Stauffenberg, Philipp Freiherr von Boeselager, décédé en 2008.
La première diffusion allemande a lieu le 29 juin 2004.